# Ancylocera michelbacheri
Ancylocera michelbacheri là một loài bọ cánh cứng trong họ Cerambycidae.